# Kongerigets arkiv
Kongerigets arkiv eksisterede i perioden 1861-1889 og fungerede som fællesarkiv for det danske kongeriges ministerier. I praksis betød det Indenrigs-, Finans-, Justits- og Kultusministeriets arkiver. Det var først i 1875, at det officielt fik navnet Kongerigets arkiv. Fra 1889 kom det til at udgøre Rigsarkivets 2. afdeling.